# 卡利什省 (1837)
卡利什省（俄语：Калишская губерния）是波蘭會議王國的一個省，位於王國的西部，相當於今日波蘭中部。面積9,961.3平方俄里，1897年人口840,597人。首府卡利什。
1837年設省，1844年件被併入華沙省，1867年分出。1912年下轄八縣。